# Håkan Juholt
Håkan Juholt, född 16 september 1962 i Oskarshamn, är en svensk journalist, politiker (socialdemokrat) och diplomat. Han var mellan 25 mars 2011 och 21 januari 2012 partiordförande för Sveriges socialdemokratiska arbetareparti. Mellan 1994 och 2016 var han riksdagsledamot för Kalmar läns valkrets. Mellan september 2017 och augusti 2020 var han ambassadör i Island. Han tillträdde därefter, i september 2020, som ambassadör i Sydafrika.

## Bakgrund
Juholt är son till det socialdemokratiska kommunalrådet, typografen Willy Juholt (tidigare Karlsson; 1932–1997) och konstnären Suzanne, född Källström (1932–2015) samt dotterson till konstnären Arvid Källström (1893–1967). Efter tvåårig social linje på gymnasieskola, där han var ordförande i elevrådet, var Juholt 1980–1994 fotograf och reporter på Östra Småland och Nyheterna i Oskarshamn och i Högsby.

### Inledande politisk karriär
Håkan Juholt var ordförande för Sveriges socialdemokratiska ungdomsförbund (SSU) i Kalmar län 1981–1986, och ledamot av SSU:s förbundsstyrelse 1984–1990. På Socialdemokraternas partikongress 1993 blev han uppmärksammad sedan han vunnit bifall för en motion som var kritisk till partiets ekonomiska politik, som han menade var alltför åtstramande.
Juholt invaldes i Sveriges riksdag i valet 1994, och under sin tid som riksdagsman gjorde han sig i första hand känd som försvarspolitiker. Han var ledamot av försvarsutskottet från 1994. Han var också ledamot av försvarsberedningen från 1995 och dess ordförande mellan 2000 och 2007. Han ingick i riksdagens delegation till OSSE:s parlamentarikerförsamling 2002–2010. Efter riksdagsvalet 2010 utsågs han till ordförande i försvarsutskottet.
År 2004 utsågs Juholt till biträdande partisekreterare under Marita Ulvskog, vilket han var fram till 2009. Han har även varit ordförande för Socialdemokraterna i Kalmar län 2005–2011, samt i styrelsen för Oskarshamns hamn, John Lindgrens fredsfond, Tage Erlanders minnesfond och i tidningen Östra Smålands ägarstyrelse.
I sitt sommarprat 2011 berättade Juholt om sina tretton år i försvarsberedningen, ett samarbete som han beskrev som "demokrati och svensk politik när den är som allra bäst". Han lyfte särskilt fram centerpartisten Anders Svärd, av vilken han sade sig ha lärt sig mer om politik och demokrati än någon annan.

### Partiordförande
Håkan Juholt valdes till partiledare på partiets extrakongress den 25 mars 2011. I sitt installationstal betonade han full sysselsättning, en starkare äldrevård och ett tydligt bekämpande av en ökande segregation och barnfattigdom. Han tog även upp ett behov av förbättring av friskolereformen och en förstärkning av pensionssystemet, samt beskrev kvinnors utsatthet globalt. Han bedömdes av vissa politiska kommentatorer stå till vänster inom det socialdemokratiska partiet.
I oktober 2011 fick Juholt negativ uppmärksamhet för hur han hanterat ansökan om ersättning från riksdagen för den bostad han hade i Stockholm för övernattning (Juholtaffären). Efter det följde en tid av kraftigt vikande opinionssiffror för Socialdemokraterna och intern kritik mot Juholts partiledarskap.
Den 21 januari 2012 lämnade han posten som partiordförande med omedelbar verkan. På en presskonferens i Oskarshamn sade han: "Jag vill inte stå i vägen för den nystart S behöver". Juholt satt dock kvar i riksdagen till i september 2016.
Håkan Juholt är, tillsammans med Claes Tholin och Mona Sahlin, en av få socialdemokratiska partiledare som avgått från uppdraget som partiledare utan att ha varit Sveriges statsminister. Han är även den som suttit kortast tid (knappt tio månader).

### Ambassadör
Håkan Juholt var ambassadör i Reykjavik i Island mellan september 2017 och augusti 2020. I september 2020 blev han ambassadör i Pretoria, Sydafrika. För sitt ambassadörskap i Island fick Juholt storkors av Isländska falkorden.

### Familj
Håkan Juholt är gift med Åsa Lindgren och har två söner, Anton och Viktor, i ett upplöst äktenskap med Annelie Juholt. Sönerna deltog i säsong 2 av Lego Masters Sverige.

## Utmärkelser
- Storkors av Isländska falkorden.[20][21]

### Publicerat av Juholt
- 1998 – Juholt, Håkan. ”Vindskifte.”. (S) 2000 / [redaktör: Peeter-Jaan Kask] (Stockholm : Hjalmar & Jörgen, 1998):  sid. 92-111 : ill.. Libris 3259025
- 2001 – Juholt, Håkan. ”91:an skyddar oss inte längre”. Tiden 2001:5,:  sid. 24-27. 0040-6759. ISSN 0040-6759. Libris 9923612
- 2009 – Juholt, Håkan. ”Från ensamt skydd av territoriet - till gemensamt skydd av värden och funktioner”. Socialdemokratin i krig och fred : Ingvar Carlsson 75 år (2009):  sid. 99-109. Libris 11788459

### Om Juholt
- 2012 – Loberg, Fredrik. Håkan Juholt - utmanaren: vad var det som hände?. Stockholm: ETC. Libris 13526771. ISBN 9789185949366
- 2013 – Möller, Tommy; Silberstein Margit. En marsch mot avgrunden: socialdemokratins svarta år. Stockholm: Bonnier. Libris 13587128. ISBN 9789100134051
- 2014 – Suhonen, Daniel. Partiledaren som klev in i kylan: berättelsen om Juholts fall och den nya politiken. Stockholm: Leopard. Libris 14739746. ISBN 9789173434621

## Övrigt
Juholt är ursprunget till uttrycket "juholtare" som avser ett förhastat uttalande som man snart tvingas backa på. 2011 utsågs det till ett nytt ord av Språkrådet.
En dokumentärfilm om Juholt och hans karriär gjordes 2021 på SVT av Tom Alandh kallad Partiledaren som klev ut ur kylan, namnet anspelande på boken Partiledaren som klev in i kylan.